# 101 달마시안 스트리트

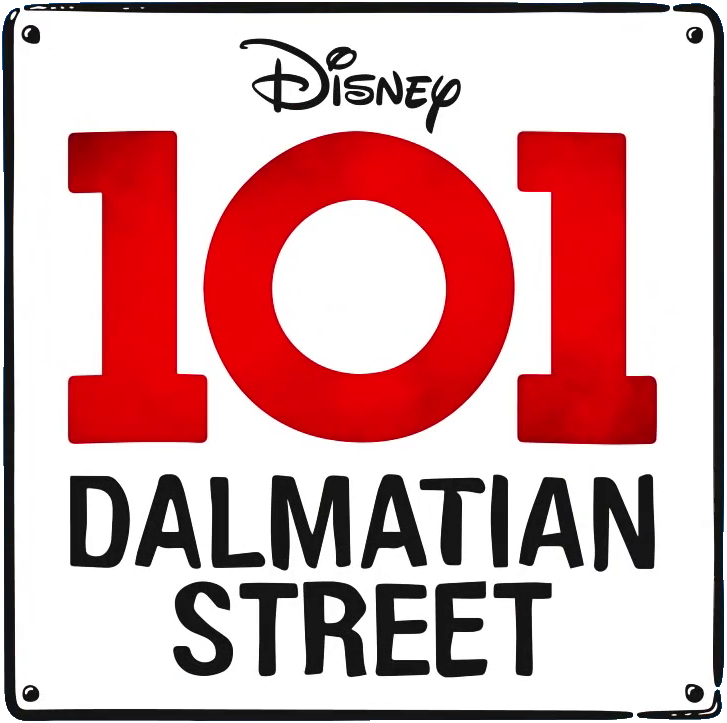

《101 달마시안 스트리트》(영어: 101 Dalmatian Street)은 월트 디즈니 컴퍼니 장편 애니메이션 101마리 달마시안을 기반으로 영국과 캐나다 디즈니채널에서 자체제작된 TV 애니메이션. 101마리 달마시안의 시점으로부터 60년 후 미래를 배경으로 101마리 달마시안의 주인공인 퐁고와 페르디타의 후손들을 중심으로 하여 일어나는 일들을 그리고 있는 애니메이션이다.

## 해외 방송
- 영국: 2019년 3월 18일 ~ 2020년 2월 22일
- 한국: 2019년 7월 22일
- 캐나다와 미국: 2020년 2월 28일 (디즈니 플러스)

## 에피소드 목록
- 1. 최고의 애완 동물/불의 밤
- 2. 대장은 누구?/달마시아 왕국의 딜런 왕자
- 3. ?
- 4. ?
- 5. ?
- 6. ?
- 7. 엄마와 딸의 하루/멍멍 스타 탄생
- 8. 최강의 개코
- 9. 예쁜 강아지 선발대회/개벼룩 대소동

## 목소리 출연
- 이경태: 딜런
- 정유정: 돌리
- 이현: 더그 아빠, 도킨스
- 정혜원: 딜라일라 엄마, 달라스, 디지
- 강시현: 디젤, 디팍
- 권지애: 델가도
- 여민정: 디제이, 도로시, 디디, 클라리사, 빅 피
- 김명준: 단테, 시드, 한셀

## 다른 달마시안
- 데스몬드
- 델피
- 다피드
- 딘로
- 돈부리
- 디클랜
- 다이아나
- 디토
- 덴젤
- 다플
- 도미노
- 달비
- 달시
- 댄디
- 도넛
- 다저
- 다라
- 데미
- 딤플
- 데님
- 딘
- 다우드
- 딩고
- 디터
- 디존
- 도린
- 더피
- 도비
- 다이아몬드
- 데렉
- 더스티
- 데인
- 델타
- 딜마
- 도미니크
- 듀크
- 드챙
- 데비메이
- 데비루
- 데비리
- 덴버
- 데본
- 덕
- 더치
- 더치스
- 드라마
- 드류
- 딩가
- 도니
- 던컨
- 댁스
- 딥스
- 디스코
- 딕시
- 두바쿠
- 디에고
- 다프네
- 디비아
- 도리스
- 드보락
- 돌체비타
- 달마
- 드레이크
- 듀폰
- 데니샤
- 디셈버
- 다이치
- 도나마리아
- 디온느
- 둘시네아
- 달스턴
- 듀스
- 달리
- 돌셋
- 디자이어
- 다리우스
- 다미안
- 듀리안
- 다니
- 덤플링
- 다코타